# Clubiona tsurusakii
Clubiona tsurusakii är en spindelart som beskrevs av Hayashi 1987. Clubiona tsurusakii ingår i släktet Clubiona och familjen säckspindlar. Inga underarter finns listade i Catalogue of Life.